# Хекекян, Джозеф
Джозеф Хекекян (араб. يوسف حككيان‎, англ. Joseph Hekekyan; 1807, Константинополь, Османская империя— 1875) —  армянский инженер-строитель, египтолог, археолог, директор Политехнической школы в Каире (1833-1840), в 1854 году руководил геологическими исследованиями Леонарда Хорнера, пионер в области археологии, который применил новые научные методы, в частности стратиграфию в археологии.

## Биография
Родился в Османской империи в 1807 году. Получил образование в Англии.
Для некоторых раскопки Джозефа Хекекяна (под руководством Леонарда Хорнера) в Мемфисе и Гелиополе в 1850-х годах рассматривались как поворотный момент, когда геологический принцип стратиграфии был применен к археологии, что привело к появлению методических научных раскопок.
Возвышение Хекекяна из-за его программы стратиграфических раскопок отражено во многих историях египтологии, которые в значительной степени представляют дисциплину как сформировавшуюся из-за того, что любители антиквариата уступили место профессиональным и ученым археологам или египтологам
Хекекян руководил примерно шестьюдесятью египетскими юношами, сельскохозяйственными рабочими и бедуинами, набранными из деревни Мит Рахина в рамках политики египетского барщинного труда.

### Стратиграфия в археологии
Египетская геохронология была первой попыткой применить геологическую стратиграфию к датировке человека. Стратиграфия — визуальная практика упорядочивания осадочных слоев Земли — использовалась как инструмент относительного датирования в геологии с начала девятнадцатого века. Однако сотрудничество Хекекяна и Хорнера было первым случаем её применения в археологии. Это техническое развитие стало результатом их соответствующих отношений, индивидуальных навыков и их потребности действовать на расстоянии
Хекекян нарисовал несколько вертикальных разрезов, показывающих скважины, которые он и его египетская команда сделали в древнем Гелиополе и Мемфисе и вокруг них, и отправил их Хорнеру. Как и в случае с геологическими иллюстрациями того времени, Хекекян расположил разрезы рядом друг с другом для сравнения. Примечательно, что Хекекян нарисовал историческую архитектуру и артефакты такими, какими они были найдены на месте.